# Lucio Sestio Quirinal Albiniano

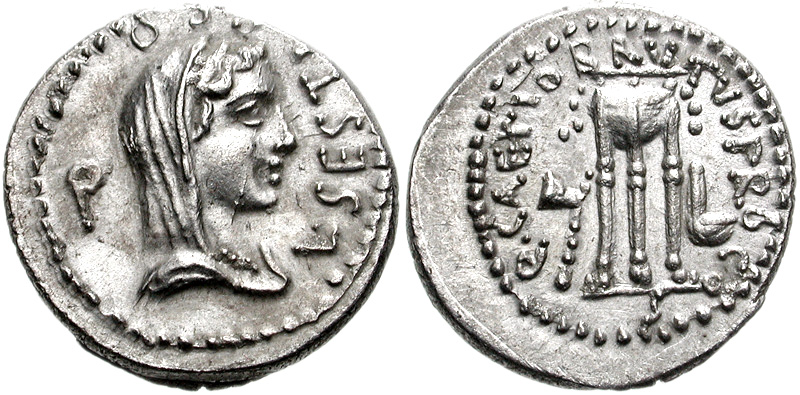
Denario acuñado por Lucio Sestio Quirinalo Albaniano

Lucio Sestio Quirinal Albiniano (en latín, Lucius Sestius Quirinalis Albinianus) fue un senador, proquaestor de Marco Junio Bruto y cónsul sufecto en 23 a. C.

## Familia
Albiniano provenía de una familia plebeya y era uno de los hijos de Publio Sestio, quien fue gobernador de Cilicia de 48 a 47 a. C. y que se destacó por su defensa de Cicerón. Durante unas excavaciones de la villa de Settefinestre, que pertenecía a los padres de Albiniano, se encontraron unos ceramios estampados con las letras LS, atribuidos a sus iniciales.
Albiniano fue amigo de Horacio y fue objeto de una de sus odas.

## Carrera
Fuentes literarias le acreditan la dedicación de tres arae (altares) al culto imperial en el noroeste de Hispania en algún momento en torno a 19 a. C.
En el año 44 a. C., fue seguidor del asesino de César, Marco Junio Bruto. En 42 a. C. fue procuestor de Bruto en Macedonia. Octaviano perdonó a Sestio tras la muerte de Bruto. En 23 a. C. fue elegido cónsul sufecto y entre 22 y 19 a. C. fue legado de la efímera provincia de Transduriana en el noroeste de Hispania.